# Puchar Białorusi w piłce siatkowej mężczyzn (2024)
Puchar Białorusi w piłce siatkowej mężczyzn 2024 – 34. edycja rozgrywek o siatkarski Puchar Białorusi zorganizowana przez Białoruski Związek Piłki Siatkowej (Белорусская Федерация Волейбола, БФВ). Zainaugurowana została 4 października.
W Pucharze Białorusi 2024 uczestniczyło 12 drużyn. Rozgrywki składały się z fazy kwalifikacyjnej, fazy półfinałowej oraz turnieju finałowego, w ramach którego rozegrano półfinały, mecz o 3. miejsce oraz finał.
Turniej finałowy odbył się w dniach 20-21 grudnia w centrum sportowo-rekreacyjnym w Borysowie (ros. Борисовский физкультурно-оздоровительный центр, Borisowskij fizkulturno-ozdorowitielnyj centr). Po raz siódmy, jednocześnie siódmy raz z rzędu, Puchar Białorusi zdobył Szachcior Soligorsk, który w finale pokonał klub Eniergija Homel. Trzecie miejsce zajął Borisow-BGUFK. Najlepszym zawodnikiem turnieju finałowego został Mikita Kanawałau.

## System rozgrywek
Puchar Białorusi 2024 składał się z fazy kwalifikacyjnej, fazy półfinałowej oraz turnieju finałowego.
W fazie kwalifikacyjnej, w drodze losowania, drużyny zostały podzielone na trzy grupy (A–C). Trzy najlepsze zespoły krajowego pucharu w sezonie 2023/2024 zostały automatycznie rozstawione odpowiednio w grupach A, B i C. Losowanie odbyło się 9 września 2024 roku. W grupach drużyny rozegrały ze sobą po dwa spotkania w ramach dwóch turniejów. Zwycięzcy grup bezpośrednio awansowali do turnieju finałowego, natomiast zespoły z drugich miejsc trafiły do fazy półfinałowej. W fazie półfinałowej drużyny rozegrały ze sobą po jednym meczu. Zespół, który zajął 1. miejsce, dołączył do turnieju finałowego.
Turniej finałowy składał się z półfinałów, meczu o 3. miejsce i finału. Pary półfinałowe zostały ustalone w drodze losowania, które odbyło się 3 grudnia 2024 roku. Zwycięzcy półfinałów zmierzyli się w finale o Puchar Białorusi, natomiast przegrani rywalizowali o 3. miejsce.

## Drużyny uczestniczące
| Wyższa liga (9 drużyn) | Wyższa liga (9 drużyn) |
| ---------------------- | ---------------------- |
| Borisow-BGUFK          | 3. miejsce             |
| Eniergija Homel        | 2. miejsce             |
| Kamunalnik Mohylew     | faza kwalifikacyjna    |
| Legion Obuchowo        | faza półfinałowa       |
| Marko-WGTU Witebsk     | faza półfinałowa       |
| Mińsk                  | faza kwalifikacyjna    |
| Stolica Mińsk          | 4. miejsce             |
| Szachcior Soligorsk    | 1. miejsce             |
| Zapadnyj Bug Brześć    | faza kwalifikacyjna    |

| I liga (2 drużyny)    | I liga (2 drużyny)  |
| --------------------- | ------------------- |
| Atłant Postawy        | faza kwalifikacyjna |
| Borisow-BGUFK 2       | faza kwalifikacyjna |
| Pozostałe (1 drużyna) |                     |
| Iwacewicze            | faza kwalifikacyjna |

## Rozgrywki
Godziny według czasu lokalnego (UTC+3).

### Faza kwalifikacyjna
turniej finałowy
     faza półfinałowa

#### Grupa A
Tabela
| Lp. | Drużyna             | Mecze | Mecze   | Mecze   | Pkt | Sety | Sety | Sety  | Małe punkty | Małe punkty | Małe punkty |
| Lp. | Drużyna             | M     | W (3:2) | P (2:3) | Pkt | wyg. | prz. | ratio | zdob.       | str.        | ratio       |
| --- | ------------------- | ----- | ------- | ------- | --- | ---- | ---- | ----- | ----------- | ----------- | ----------- |
| 1   | Szachcior Soligorsk | 6     | 6 (1)   | 0 (0)   | 17  | 18   | 3    | 6.000 | 503         | 406         | 1.239       |
| 2   | Legion Obuchowo     | 6     | 4 (0)   | 2 (0)   | 12  | 13   | 7    | 1.857 | 471         | 393         | 1.198       |
| 3   | Zapadnyj Bug Brześć | 6     | 2 (0)   | 4 (1)   | 7   | 9    | 12   | 0.750 | 453         | 470         | 0.964       |
| 4   | Atłant Postawy      | 6     | 0 (0)   | 6 (0)   | 0   | 0    | 18   | 0.000 | 292         | 450         | 0.649       |

Źródło: 
Punktacja: 3:0 i 3:1 – 3 pkt; 3:2 – 2 pkt; 2:3 – 1 pkt; 1:3 i 0:3 – 0 pkt
Zasady ustalania kolejności: 1. liczba zwycięstw; 2. liczba punktów; 3. stosunek setów; 4. stosunek małych punktów; 5. bilans w bezpośrednich meczach
Wyniki spotkań

| 4 października 2024 | Legion Obuchowo | 3:1                         | Zapadnyj Bug Brześć |                                            |
| 15:30 Źródło:       |                 | (25:12, 25:6, 27:29, 25:21) |                     | Sportiwnyj kompleks "Szachtior", Soligorsk |

| 4 października 2024 | Szachcior Soligorsk | 3:0                  | Atłant Postawy |                                            |
| 18:00 Źródło:       |                     | (25:16, 25:13, 25:9) |                | Sportiwnyj kompleks "Szachtior", Soligorsk |

| 5 października 2024 | Atłant Postawy | 0:3                   | Zapadnyj Bug Brześć |                                            |
| 15:30 Źródło:       |                | (16:25, 21:25, 19:25) |                     | Sportiwnyj kompleks "Szachtior", Soligorsk |

| 5 października 2024 | Szachcior Soligorsk | 3:1                          | Legion Obuchowo |                                            |
| 18:00 Źródło:       |                     | (25:21, 25:17, 22:25, 25:21) |                 | Sportiwnyj kompleks "Szachtior", Soligorsk |

| 6 października 2024 | Legion Obuchowo | 3:0                   | Atłant Postawy |                                            |
| 14:00 Źródło:       |                 | (25:14, 25:16, 25:16) |                | Sportiwnyj kompleks "Szachtior", Soligorsk |

| 6 października 2024 | Szachcior Soligorsk | 3:0                   | Zapadnyj Bug Brześć |                                            |
| 16:30 Źródło:       |                     | (29:27, 26:24, 25:21) |                     | Sportiwnyj kompleks "Szachtior", Soligorsk |

| 8 listopada 2024 | Szachcior Soligorsk | 3:0                   | Atłant Postawy |                                          |
| 15:30 Źródło:    |                     | (25:17, 25:17, 25:16) |                | Obuchowskaja sriedniaja szkoła, Obuchowo |

| 8 listopada 2024 | Legion Obuchowo | 3:0                   | Zapadnyj Bug Brześć |                                          |
| 18:00 Źródło:    |                 | (27:25, 25:17, 25:17) |                     | Obuchowskaja sriedniaja szkoła, Obuchowo |

| 9 listopada 2024 | Zapadnyj Bug Brześć | 3:0                   | Atłant Postawy |                                          |
| 15:30 Źródło:    |                     | (25:21, 25:14, 25:19) |                | Obuchowskaja sriedniaja szkoła, Obuchowo |

| 9 listopada 2024 | Szachcior Soligorsk | 3:0                   | Legion Obuchowo |                                          |
| 18:00 Źródło:    |                     | (25:18, 25:18, 25:22) |                 | Obuchowskaja sriedniaja szkoła, Obuchowo |

| 10 listopada 2024 | Legion Obuchowo | 3:0                   | Atłant Postawy |                                          |
| 14:00 Źródło:     |                 | (25:22, 25:12, 25:14) |                | Obuchowskaja sriedniaja szkoła, Obuchowo |

| 10 listopada 2024 | Szachcior Soligorsk | 3:2                                 | Zapadnyj Bug Brześć |                                          |
| 16:30 Źródło:     |                     | (25:22, 25:18, 20:25, 15:25, 16:14) |                     | Obuchowskaja sriedniaja szkoła, Obuchowo |

#### Grupa B
Tabela
| Lp. | Drużyna            | Mecze | Mecze   | Mecze   | Pkt | Sety | Sety | Sety  | Małe punkty | Małe punkty | Małe punkty |
| Lp. | Drużyna            | M     | W (3:2) | P (2:3) | Pkt | wyg. | prz. | ratio | zdob.       | str.        | ratio       |
| --- | ------------------ | ----- | ------- | ------- | --- | ---- | ---- | ----- | ----------- | ----------- | ----------- |
| 1   | Borisow-BGUFK      | 6     | 5 (1)   | 1 (0)   | 14  | 15   | 6    | 2.500 | 489         | 430         | 1.137       |
| 2   | Eniergija Homel    | 6     | 4 (0)   | 2 (0)   | 12  | 13   | 7    | 1.857 | 448         | 453         | 0.989       |
| 3   | Kamunalnik Mohylew | 6     | 3 (0)   | 3 (0)   | 9   | 10   | 10   | 1.000 | 460         | 449         | 1.024       |
| 4   | Iwacewicze         | 6     | 0 (0)   | 6 (1)   | 1   | 3    | 18   | 0.167 | 425         | 490         | 0.867       |

Źródło: 
Punktacja: 3:0 i 3:1 – 3 pkt; 3:2 – 2 pkt; 2:3 – 1 pkt; 1:3 i 0:3 – 0 pkt
Zasady ustalania kolejności: 1. liczba zwycięstw; 2. liczba punktów; 3. stosunek setów; 4. stosunek małych punktów; 5. bilans w bezpośrednich meczach
Wyniki spotkań

| 4 października 2024 | Eniergija Homel | 3:1                          | Iwacewicze |                                        |
| 15:00 Źródło:       |                 | (25:19, 23:25, 25:19, 25:19) |            | Sportiwnyj kompleks "Łokomotiw", Homel |

| 4 października 2024 | Kamunalnik Mohylew | 0:3                   | Borisow-BGUFK |                                        |
| 18:00 Źródło:       |                    | (16:25, 23:25, 17:25) |               | Sportiwnyj kompleks "Łokomotiw", Homel |

| 5 października 2024 | Iwacewicze | 0:3                   | Borisow-BGUFK |                                        |
| 15:00 Źródło:       |            | (16:25, 13:25, 21:25) |               | Sportiwnyj kompleks "Łokomotiw", Homel |

| 5 października 2024 | Eniergija Homel | 3:0                   | Kamunalnik Mohylew |                                        |
| 18:00 Źródło:       |                 | (25:19, 25:23, 25:22) |                    | Sportiwnyj kompleks "Łokomotiw", Homel |

| 6 października 2024 | Kamunalnik Mohylew | 3:0                   | Iwacewicze |                                        |
| 15:00 Źródło:       |                    | (25:23, 25:22, 25:23) |            | Sportiwnyj kompleks "Łokomotiw", Homel |

| 6 października 2024 | Borisow-BGUFK | 3:0                   | Eniergija Homel |                                        |
| 18:00 Źródło:       |               | (25:22, 25:21, 25:17) |                 | Sportiwnyj kompleks "Łokomotiw", Homel |

| 8 listopada 2024 | Eniergija Homel | 3:0                   | Iwacewicze |                                            |
| 15:00 Źródło:    |                 | (21:25, 15:25, 20:25) |            | Sportiwnyj kompleks "Kommunalnik", Mohylew |

| 8 listopada 2024 | Kamunalnik Mohylew | 1:3                          | Borisow-BGUFK |                                            |
| 17:00 Źródło:    |                    | (25:20, 17:25, 22:25, 25:27) |               | Sportiwnyj kompleks "Kommunalnik", Mohylew |

| 9 listopada 2024 | Borisow-BGUFK | 3:2                                | Iwacewicze |                                            |
| 15:00 Źródło:    |               | (25:27, 25:17, 25:22, 21:25, 15:9) |            | Sportiwnyj kompleks "Kommunalnik", Mohylew |

| 9 listopada 2024 | Eniergija Homel | 1:3                          | Kamunalnik Mohylew |                                            |
| 17:00 Źródło:    |                 | (25:23, 26:28, 19:25, 14:25) |                    | Sportiwnyj kompleks "Kommunalnik", Mohylew |

| 10 listopada 2024 | Kamunalnik Mohylew | 3:0                   | Iwacewicze |                                            |
| 13:00 Źródło:     |                    | (25:17, 25:14, 25:19) |            | Sportiwnyj kompleks "Kommunalnik", Mohylew |

| 10 listopada 2024 | Borisow-BGUFK | 0:3                   | Eniergija Homel |                                            |
| 15:00 Źródło:     |               | (21:25, 15:25, 20:25) |                 | Sportiwnyj kompleks "Kommunalnik", Mohylew |

#### Grupa C
Tabela
| Lp. | Drużyna            | Mecze | Mecze   | Mecze   | Pkt | Sety | Sety | Sety  | Małe punkty | Małe punkty | Małe punkty |
| Lp. | Drużyna            | M     | W (3:2) | P (2:3) | Pkt | wyg. | prz. | ratio | zdob.       | str.        | ratio       |
| --- | ------------------ | ----- | ------- | ------- | --- | ---- | ---- | ----- | ----------- | ----------- | ----------- |
| 1   | Stolica Mińsk      | 6     | 6 (1)   | 0 (0)   | 17  | 18   | 3    | 6.000 | 512         | 395         | 1.296       |
| 2   | Marko-WGTU Witebsk | 6     | 4 (1)   | 2 (1)   | 12  | 14   | 9    | 1.556 | 523         | 497         | 1.052       |
| 3   | Mińsk              | 6     | 2 (0)   | 4 (1)   | 7   | 10   | 13   | 0.769 | 501         | 522         | 0.960       |
| 4   | Borisow-BGUFK 2    | 6     | 0 (0)   | 6 (0)   | 0   | 1    | 18   | 0.056 | 345         | 467         | 0.739       |

Źródło: 
Punktacja: 3:0 i 3:1 – 3 pkt; 3:2 – 2 pkt; 2:3 – 1 pkt; 1:3 i 0:3 – 0 pkt
Zasady ustalania kolejności: 1. liczba zwycięstw; 2. liczba punktów; 3. stosunek setów; 4. stosunek małych punktów; 5. bilans w bezpośrednich meczach
Wyniki spotkań

| 4 października 2024 | Mińsk | 2:3                                 | Marko-WGTU Witebsk |                                                            |
| 15:00 Źródło:       |       | (18:25, 25:21, 26:24, 21:25, 15:17) |                    | Sportiwno-ozdorowitielnyj kompleks "Witalur", rejon miński |

| 4 października 2024 | Stolica Mińsk | 3:0                   | Borisow-BGUFK 2 |                                                            |
| 18:30 Źródło:       |               | (25:18, 25:13, 25:15) |                 | Sportiwno-ozdorowitielnyj kompleks "Witalur", rejon miński |

| 5 października 2024 | Borisow-BGUFK 2 | 0:3                   | Marko-WGTU Witebsk |                                                            |
| 15:00 Źródło:       |                 | (21:25, 21:25, 16:25) |                    | Sportiwno-ozdorowitielnyj kompleks "Witalur", rejon miński |

| 5 października 2024 | Stolica Mińsk | 3:0                   | Mińsk |                                                            |
| 18:00 Źródło:       |               | (25:20, 25:19, 25:19) |       | Sportiwno-ozdorowitielnyj kompleks "Witalur", rejon miński |

| 6 października 2024 | Marko-WGTU Witebsk | 0:3                   | Stolica Mińsk |                                                            |
| 14:00 Źródło:       |                    | (21:25, 21:25, 19:25) |               | Sportiwno-ozdorowitielnyj kompleks "Witalur", rejon miński |

| 6 października 2024 | Mińsk | 3:1                          | Borisow-BGUFK 2 |                                                            |
| 17:30 Źródło:       |       | (25:10, 17:25, 25:20, 25:21) |                 | Sportiwno-ozdorowitielnyj kompleks "Witalur", rejon miński |

| 8 listopada 2024 | Stolica Mińsk | 3:0                   | Borisow-BGUFK 2 |                                                            |
| 15:00 Źródło:    |               | (25:12, 25:20, 25:14) |                 | Sportiwno-ozdorowitielnyj kompleks "Witalur", rejon miński |

| 8 listopada 2024 | Mińsk | 1:3                          | Marko-WGTU Witebsk |                                                            |
| 18:30 Źródło:    |       | (25:23, 23:25, 23:25, 18:25) |                    | Sportiwno-ozdorowitielnyj kompleks "Witalur", rejon miński |

| 9 listopada 2024 | Borisow-BGUFK 2 | 0:3                   | Marko-WGTU Witebsk |                                                            |
| 15:00 Źródło:    |                 | (23:25, 16:25, 22:25) |                    | Sportiwno-ozdorowitielnyj kompleks "Witalur", rejon miński |

| 9 listopada 2024 | Stolica Mińsk | 3:1                          | Mińsk |                                                            |
| 18:00 Źródło:    |               | (25:19, 25:17, 28:30, 25:16) |       | Sportiwno-ozdorowitielnyj kompleks "Witalur", rejon miński |

| 10 listopada 2024 | Marko-WGTU Witebsk | 2:3                                 | Stolica Mińsk |                                                            |
| 14:00 Źródło:     |                    | (23:25, 16:25, 25:22, 25:22, 13:15) |               | Sportiwno-ozdorowitielnyj kompleks "Witalur", rejon miński |

| 10 listopada 2024 | Mińsk | 3:0                   | Borisow-BGUFK 2 |                                                            |
| 17:30 Źródło:     |       | (25:19, 25:21, 25:18) |                 | Sportiwno-ozdorowitielnyj kompleks "Witalur", rejon miński |

### Faza półfinałowa
turniej finałowy
Tabela
| Lp. | Drużyna            | Mecze | Mecze   | Mecze   | Pkt | Sety | Sety | Sety  | Małe punkty | Małe punkty | Małe punkty |
| Lp. | Drużyna            | M     | W (3:2) | P (2:3) | Pkt | wyg. | prz. | ratio | zdob.       | str.        | ratio       |
| --- | ------------------ | ----- | ------- | ------- | --- | ---- | ---- | ----- | ----------- | ----------- | ----------- |
| 1   | Eniergija Homel    | 2     | 2 (0)   | 0 (0)   | 6   | 6    | 0    | MAX   | 150         | 112         | 1.339       |
| 2   | Legion Obuchowo    | 2     | 1 (1)   | 1 (0)   | 2   | 3    | 5    | 0.600 | 168         | 172         | 0.977       |
| 3   | Marko-WGTU Witebsk | 2     | 0 (0)   | 2 (1)   | 1   | 2    | 6    | 0.333 | 151         | 185         | 0.816       |

Źródło: 
Punktacja: 3:0 i 3:1 – 3 pkt; 3:2 – 2 pkt; 2:3 – 1 pkt; 1:3 i 0:3 – 0 pkt
Zasady ustalania kolejności: 1. liczba zwycięstw; 2. liczba punktów; 3. stosunek setów; 4. stosunek małych punktów; 5. bilans w bezpośrednich meczach
Wyniki spotkań

| 29 listopada 2024 | Eniergija Homel | 3:0                   | Marko-WGTU Witebsk |                                        |
| 18:00 Źródło:     |                 | (25:21, 25:17, 25:16) |                    | Sportiwnyj kompleks "Łokomotiw", Homel |

| 30 listopada 2024 | Legion Obuchowo | 3:2                                 | Marko-WGTU Witebsk |                                        |
| 18:00 Źródło:     |                 | (27:29, 18:25, 25:18, 25:12, 15:13) |                    | Sportiwnyj kompleks "Łokomotiw", Homel |

| 1 grudnia 2024 | Legion Obuchowo | 0:3                   | Eniergija Homel |                                        |
| 16:00 Źródło:  |                 | (21:25, 16:25, 21:25) |                 | Sportiwnyj kompleks "Łokomotiw", Homel |

### Turniej finałowy

#### Półfinały
| 20 grudnia 2024 16:00 Źródło: | Stolica Mińsk | 2:3 (25:23, 25:20, 18:25, 22:25, 21:23) | Eniergija Homel | Fizkulturno-ozdorowitielnyj centr, Borysów |

| 20 grudnia 2024 18:30 Źródło: | Szachcior Soligorsk | 3:1 (21:25, 25:19, 25:21, 25:22) | Borisow-BGUFK | Fizkulturno-ozdorowitielnyj centr, Borysów |

#### Mecz o 3. miejsce
| 21 grudnia 2024 16:00 Źródło: | Stolica Mińsk | 1:3 (24:26, 25:22, 21:25, 24:26) | Borisow-BGUFK | Fizkulturno-ozdorowitielnyj centr, Borysów |

#### Finał
| 21 grudnia 2024 19:30 Źródło: | Eniergija Homel | 0:3 (19:25, 21:25, 21:25) | Szachcior Soligorsk | Fizkulturno-ozdorowitielnyj centr, Borysów |

## Nagrody indywidualne
| Nagroda                  | Zawodnik           | Klub                |
| ------------------------ | ------------------ | ------------------- |
| Najlepszy zawodnik (MVP) | Mikita Kanawałau   | Szachcior Soligorsk |
| Najlepszy rozgrywający   | Nikita Sawostjanow | Szachcior Soligorsk |
| Najlepszy atakujący      | Anton Karpuchow    | Borisow-BGUFK       |
| Najlepszy blokujący      | Iwan Kozicyn       | Szachcior Soligorsk |
| Najlepszy broniący       | Raman Aplewicz     | Eniergija Homel     |
| Źródło:                  |                    |                     |